# Eutreptia globulifera
Eutreptia globulifera, secondo una classificazione filogenetica (Goor, 1925) è una specie del supergruppo Excavata appartentente alla famiglia Eutreptiaceae.

Questo genere fu descritto per la prima volta da Maximilian Perty nel 1852. ed è cosmopolita.

## Caratteristiche
Eutreptia globulifera è specie la più piccola del genere Eutreptia, supera appena i 20 μ di lunghezza e nei suoi movimenti di contrazione assume contorni quasi sferici ove spiccano sia la porzione caudale nella parte posteriore che i due flagelli nella regione anteriore, carattere che ha ispirato Goor a battezzarlo con l'epiteto "globulifera"
Vive nei laghi di acqua dolce, e costituisce un rilevante indicatore del preoccupante deterioramento delle acque.